# Pierre-Fernand de Ferrant de Montigny
Pierre Fernand de Ferrant de Montigny (wellicht 1753-1851) was een Zuid-Nederlands edelman.

## Geschiedenis
Over deze man hangt een waas van onbekendheid. Hij zou afstammen van een Jean de Montigny. De familie zou in 1753 in de adel zijn opgenomen.
De naam van zijn ouders is niet bekend en evenmin is er zekerheid over hem. Er zijn aanwijzingen dat hij de Jean-Pierre (of Pierre-Fernand) de Ferrant de Montigny was die in 1753 geboren werd en in 1851 stierf. Hij zou in 1795 in Noville getrouwd zijn met Marie-Françoise de Celles d’Awan (1777-1829), soms verbasterd tot de Belledawan, met wie hij zes kinderen had: Julienne (1796), Charles (1797), Marie-Anne (1800), Ernestine (1805), Philippe (1805) en François (1811).
Wat alvast zeker is, is dat hij in 1816 opname in de erfelijke adel verkreeg, met de titel van baron, overdraagbaar bij eerstgeboorte en met de benoeming in de Ridderschap van de provincie Luxemburg. Hij werd als lid van de Luxemburgse Ridderschap vermeld in de jaarlijkse almanakken die onder het Verenigd Koninkrijk der Nederlanden werden uitgegeven.